# Allium caesioides
Allium caesioides — вид рослин з родини амарилісових (Amaryllidaceae); поширений у високих горах Індії, Пакистану, Таджикистану та Афганістану.

## Опис
Цибулина яйцеподібної форми завширшки ≈ 1 см; зовнішня оболонка біла. Стеблини до 30 см заввишки. Листки ниткоподібні. Зонтик півсферичний. Квіти дзвонові, пурпурові; сегменти від ланцетних до еліптичних, ≈ 5 мм завдовжки

## Поширення
Зростає у високих горах Індії, Пакистану, Таджикистану та Афганістану.